# Sela, Podčetrtek
Sela so naselje v Občini Podčetrtek.